# ۶۰۶ (قمری)
۶۰۶ (قمری)، ششصد و ششمین سال در گاهشماری هجری قمری است. اول محرم این سال برابر با «۱۳ ژوئیه ۱۲۰۹» میلادی و «۲۲ تیر ۵۸۸» هجری شمسی است.

## زادگان
- سعدی

## درگذشتگان
- فخر رازی: فیلسوف، دانشمند و حکیم مسلمان ایرانی.